# Just Sex, Nothing Personal
《Just Sex, Nothing Personal》（烏克蘭語：Секс і нічого особистого）是一部上映于2018年，改编自加拿大电影《我尴尬的性冒险》立陶宛翻拍版的乌克兰浪漫喜剧片，由奥尔加·瑞亚希娜执导，罗曼·卢茨基、娜塔莉亚·马祖尔、谢尔盖·普里特拉和安吉丽卡·尼古拉耶娃主演。此片也被列入当地2018年的年度票房前30名。原定于2018年2月14日首映，后来推迟至2018年12月20日。